# Льоро
Льоро́ — город и муниципалитет в Колумбии, входит в департамент Чоко.

## История
Основан в 1674 году под названием Вилья-да-Ла-Инмакулада-Консепсьон, в 1740 году назван Льоро (с исп. Плачущий). Муниципалитет с 1970 года.

## География
Расположен на западе департамента Чоко, в верховьях р. Атрато, в 12 км от города Атрато и 45 км от г. Кибдо. Общая площадь муниципалитета — 905 км². Находится на высоте 69 м над уровнем моря. Через муниципалитет протекают реки Атрато, Рио-Андагуэда, Рио-Тумутумбудо, Рио-Мумбарадо и другие.

## Население
Население муниципалитета — 6965 жителей.

## Экономика
В регионе развито сельское хозяйство, выращиваются бананы, сахарный тростник, ананасы, пальмовые культуры.

## Климат
Среднегодовая температура — 28°С. Этой местности принадлежит абсолютный рекорд по среднегодовому количеству осадков в Колумбии и во всем мире — 13 300 мм в год.

### Карты
- Льоро на физико-географической карте департамента Чоко (недоступная ссылка — история).
- Льоро на политико-административной карте департамента Чоко (недоступная ссылка — история).
- Льоро на карте Колумбии (недоступная ссылка — история).
- Административно-территориальное деление деп. Чоко (карта) (недоступная ссылка — история).
- Карта муниципалитета Льоро (недоступная ссылка — история).